# Kierat polski

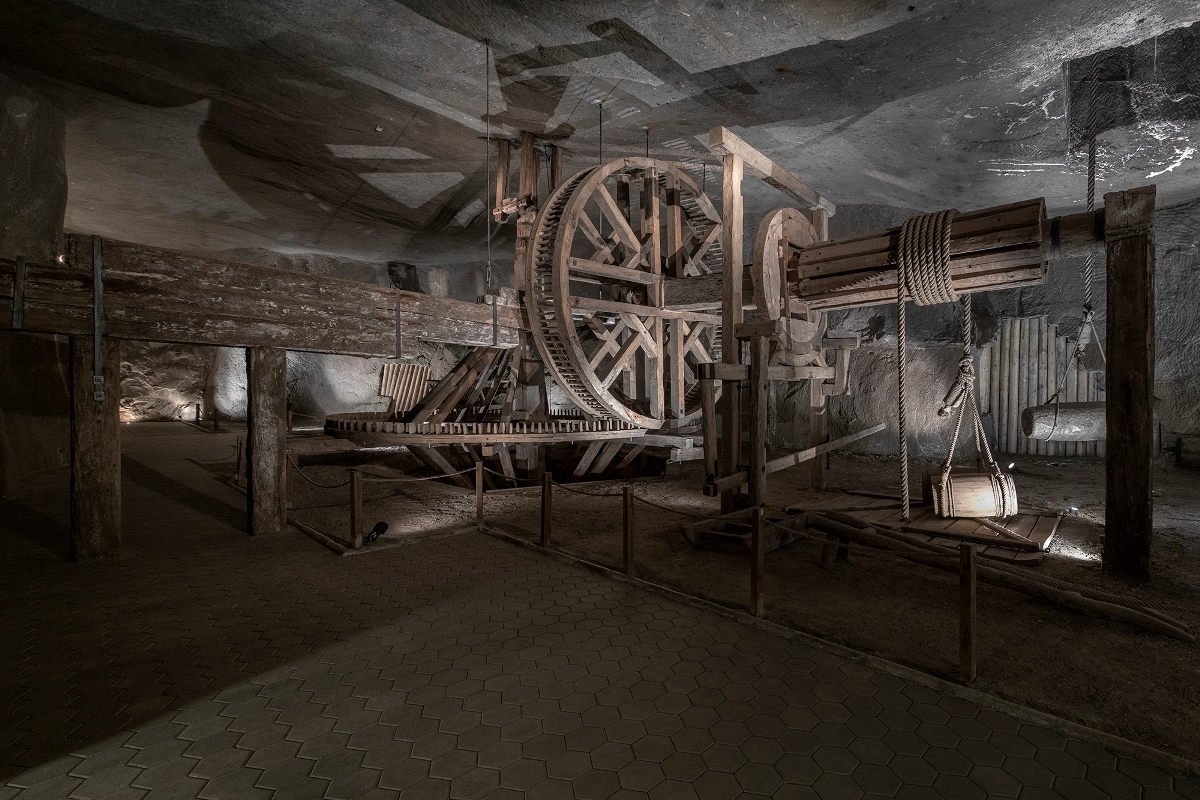
Kierat polski w kopalni soli w Wieliczce

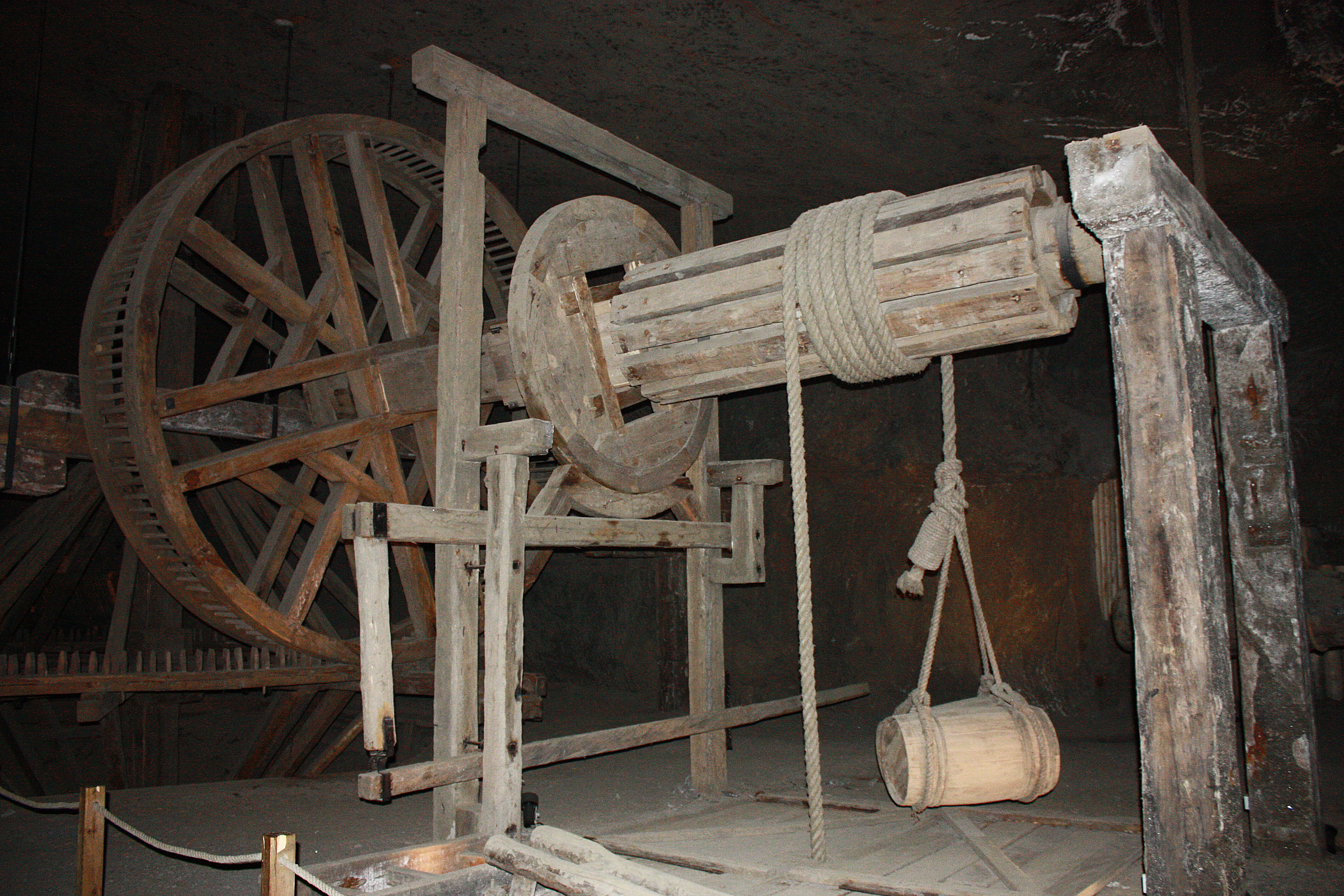
Kierat polski w kopalni soli w Wieliczce

Kierat polski – rodzaj kieratu, konna maszyna służąca do pionowego transportu urobku solnego z poziomym wałem liniowym. 
Kieraty te wykorzystywane były do eksploatacji soli w Wieliczce i Bochni już od połowy XV wieku. Tego typu konstrukcje początkowo montowano nad szybami kopalń, a od XVII wieku wewnątrz kopalń w Wieliczce i Bochni. Napędzane przez cztery pary koni podnosiły ładunki solne o ciężarze 2 ton, z głębokości nieprzekraczającej 80 m. Były stopniowo zastępowane przez wydajniejsze kieraty saskie i węgierskie.   

## Kierat polski w Muzeum Żup Krakowskich
Muzeum Żup Krakowskich w Wieliczce na Trasie Muzeum w kopalni posiada unikatową kolekcję kieratów, w tym kierat polski. Jest największą i najstarszą konną maszyną transportową posiadaną przez Muzeum. Dodatkowo jest jedynym znanym zachowanym kieratem tego typu. Zbudowany został ze znalezionych w kopalni elementów. Brakujące części zostały zrekonstruowane na podstawie ikonografii. Ma wysokość 8,8 m, długość 16,4 m oraz szerokość na 11,5 m. Zbudowany jest z dwóch podzespołów współpracujących ze sobą za pośrednictwem drewnianej, zębato-szczeblowej przekładni trybowej. Pierwszy podzespół składa się z wału pionowego, koła zębatego i czterech ramion pociągowych, drugi natomiast z wału poziomego, bębna linowego i koła szczeblowego. Urządzenie było blokowane za pomocą jednoszczękowego hamulca. Poruszana przez 4 pary koni, maszyna była w stanie podnieść ładunek o wadze do 2 ton z głębokości do 80 metrów. Współcześnie kierat ten znajduje się w komorze Modena na poziomie 3 kopalni. W komorze, wraz z kieratem, znajduje się aranżacja podziemnego warsztatu powroźniczego.